# Fu Haifeng
Fu Haifeng (født 23. august 1984 i Jieyang) er en kinesisk badmintonspiller. Hans største internationale sejr, var da han repræsenterede Kina under Sommer-OL 2008 i Beijing, Kina og vandt en sølvmedalje sammen med Cai Yun. Ved Sommer-OL 2012 i London vandt han en guldmedalje i herredouble sammen med Cai Yun. Han har guldmedaljer fra flere VM.